# Vote solennel (France)
Un vote solennel est une procédure de vote particulière à l'Assemblée nationale, en France.
Ce mode de vote est demandé par un des présidents de groupe politique de l'Assemblée.
Une fois inscrit à l'ordre du jour, le vote solennel permet à l'ensemble des députés d'être informé à l'avance de la date et de l'heure du vote.
Lors de ce vote, chaque groupe parlementaire doit motiver son orientation de vote.